# Vasile Todicescu
Vasile Todicescu (n. 1887, Botești – d. 6 august 1926, Câmpulung Moldovenesc) a fost un pedagog român, pionier al pedagogiei experimentale și inițiator al cinematografiei școlare în România. A activat în perioada interbelică și a marcat decisiv învățământul românesc prin introducerea metodelor moderne în formarea cadrelor didactice, în special la Școala Normală „Vasile Lupu” din Iași.

## Biografie
Vasile Todicescu s-a născut în 1887 în satul Botești, comuna Horodniceni, județul Suceava. A urmat școala primară în Boroaia, apoi gimnaziul la Fălticeni și Liceul Național din Iași. Studiile universitare le-a făcut la Facultatea de Litere și Filosofie din Iași. Ulterior a plecat în Germania, unde a urmat studii postuniversitare la Berlin și Leipzig, obținând titlul de doctor în filosofie.
A fost profesor începând cu anul 1913, apoi a devenit director al Școlii Normale „Vasile Lupu” din Iași în perioada 1919–1925. A decedat la 6 august 1926, în Câmpulung Moldovenesc.
A fost un distins dascăl al Școlii Normale „Vasile Lupu” din Iași, reușind să valorifice creațiile superioare ale culturii populare – port, muzică, dans, literatură – și să insufle elevilor săi, care îl venerau, acest ideal nobil. Avea o dragoste profundă pentru folclor și un talent aparte de povestitor, fiind un lector neîntrecut al operei lui Ion Creangă. Acest talent i-a adus prietenia scriitorului Mihail Sadoveanu. Prin întreaga sa activitate, Vasile Todicescu a rămas un deschizător de drumuri în pedagogia românească și un pionier al pedagogiei științifice.

## Activitate pedagogică
Vasile Todicescu este considerat inițiatorul pedagogiei experimentale în România. În cadrul Școlii Normale „Vasile Lupu” a înființat primul laborator de pedagogie experimentală din țară, în care se desfășurau activități de observare și testare psihopedagogică a elevilor. A susținut ideea că fiecare elev trebuie înțeles în mod individual, în funcție de particularitățile sale de dezvoltare.
Tot el a fost un pionier al utilizării cinematografiei școlare în procesul educativ, folosind filmele ca suport vizual în activitatea didactică și în conferințele pedagogice.

## Lucrări și manuscrise
A publicat sau a lăsat în manuscris mai multe lucrări importante:
- Pedagogia aplicată
- Câteva considerații asupra școlii de aplicație
- Abstracția și rolul ei în învățământ

De asemenea, a colaborat cu reviste pedagogice de specialitate.

## Moștenire
În comuna natală Horodniceni a fost înființată Societatea de Sfat și Citire „Vasile Todicescu”, care organizează simpozioane în memoria sa. Bustul său, realizat de sculptorul Dimitrie Loghin, a fost amplasat în fața școlii din Botești.
La Colegiul Pedagogic „Vasile Lupu” din Iași, contribuțiile sale sunt amintite ca fundamentale în modernizarea pedagogiei românești.